# 10390 Ленка
10390 Ленка (10390 Lenka) — астероїд головного поясу, відкритий 27 серпня 1997 року.
Тіссеранів параметр щодо Юпітера — 3,705.